# Xuân Sơn, Tân Sơn
Xuân Sơn là một xã thuộc huyện Tân Sơn, tỉnh Phú Thọ, Việt Nam.
Xã Xuân Sơn có diện tích 65,48 km², dân số năm 1999 là 1050 người, mật độ dân số đạt 16 người/km².